# کمال ابوعیطه
کمال ابوعیطه (عربی: كمال أبو عيطة)؛ (زاده: ۱ مارس ۱۹۵۳) یک مبارز کارگری، ناصری و ناسیونالیست عرب که مبارزات و اعتصابات کارگری و گروه‌های اتحادیه‌های کارگری را رهبری می‌کرد. معروف‌ترین تحصن آنها، تحصن کارمندان مالیاتی املاک و مستغلات قبل از شورای وزیران در پایان ۲۰۰۷ و در اوایل ۲۰۰۸ بود که خواستار مساوات بین تمام کارمندان مالیاتی بودند.

## زندگی‌نامه
کمال ابوعیطه در تاریخ ۱ مارس ۱۹۵۳ در محله بولاق متولد شد، او در سال ۱۹۷۶ از دانشکده هنر فلسفه و گروه روانشناسی فارغ‌التحصیل شد و در سال ۲۰۰۵ از دانشگاه قاهره دانشکده حقوق فارغ‌التحصیل گردید.

## فعالیت‌ها
کمال ابوعیطه یک مبارز و سیاستمدار، کارمند و عضو اتحادیه و نافی فساد در تمام اشکال آن بود که زندگی خود را در دفاع از اصول و رهبر فقید جمال عبدالناصر گذراند.
در جریان انقلاب ۲۵ ژانویه کمال ابوعیطه پست وزیر نیروی انسانی که توسط دکتر یحیی جمال، معاون نخست‌وزیر و با تصویب دکتر احمد شفیق، رئیس دولت موقت به او پیشنهاد شده بود را رد کرد. این عدم پذیرش باعث شد که در حزب الکرامه و بنیان‌گذار سندیکای مالیات املاک و مستغلات اختلافاتی به وجود آید. وی نقش هدایت‌کننده در تظاهرات برای سرنگونی حکومت نظامی پس از برکناری رئیس‌جمهور مخلوع حسنی مبارک را نیز برعهده داشت.

## مناصب
- دبیرکل کمیته دفاع از زندانیان عقیدتی
- بنیان‌گذار کمیته ملی دفاع از حقوق کارگران و کشاورزان
- رهبر و بنیان‌گذار حزب الکرامه
- مدیر کل اداره مالیات بر املاک و مستغلات در الجیزه
- عضو مجلس نمایندگان مردم مصر
- وزیر نیرو و مهاجرت